# 9553 Colas
9553 Colas este un asteroid din centura principală de asteroizi.

## Descriere
9553 Colas este un asteroid din centura principală de asteroizi. A fost descoperit pe 17 octombrie 1985 la Caussols de CERGA. El prezintă o orbită caracterizată de o semiaxă mare de 2,20 ua, o excentricitate de 0,12 și o înclinație de 1,9° în raport cu ecliptica.